# Prelude FLNG
Prelude FLNG là một dự án tàu nổi dùng để khai thác khí đốt hoá lỏng của Royal Dutch Shell. Khi hoàn thành, đây sẽ là con tàu lớn nhất từng được đóng. Tàu dài 488 mét, rộng 74 mét và làm từ 260.000 tấn thép. Khi đưa vào sử dụng, tàu này sẽ nặng hơn 600.000 tấn, nặng hơn năm lần tàu sân bay lớn nhất.
Thân tàu đã được hạ thủy tháng 12 năm 2013.